# رومن آمالفیتانو
رومن آمالفیتانو (انگلیسی: Romain Amalfitano؛ زادهٔ ۲۷ اوت ۱۹۸۹) بازیکن فوتبال اهل فرانسه است.
از باشگاه‌هایی که در آن بازی کرده‌است می‌توان به باشگاه فوتبال نیوکاسل یونایتد، باشگاه فوتبال دیژون، و باشگاه فوتبال استاد رنس اشاره کرد.